# Курбозеро
Курбозеро — пресноводное озеро на территории Винницкого сельского поселения Подпорожского района Ленинградской области.

## Общие сведения
Площадь озера — 2,6 км², площадь водосборного бассейна — 28,9 км². Располагается на высоте 241,4 метров над уровнем моря.
Форма озера округлая. Берега преимущественно заболоченные.
С северной стороны Курбозера вытекает река Верхняя Курба, впадающая в реку Оять, левый приток Свири.
С юга и востока в водоём впадают протоки без названия, вытекающие из озёр, соответственно, Верхнего и Ульозера.
К востоку от озера проходит дорога местного значения.
Населённые пункты вблизи водоёма отсутствуют.
Код объекта в государственном водном реестре — 01040100811102000015494.